# Brett Dennen

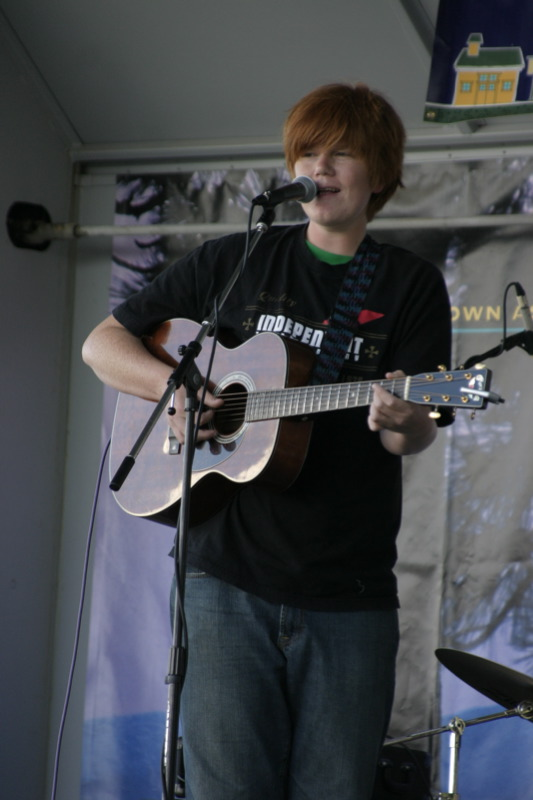
Brett Dennen auf einem Konzert

Brett Dennen (* 28. Oktober 1979 in Oakdale, Kalifornien) ist ein US-amerikanischer Folk- und Popsänger sowie Songwriter.

## Karriere
Dennens Stil wird manchmal mit Bob Dylan, Tracy Chapman, Jack Johnson, Paul Simon, James Taylor und Wynonna Judd verglichen. 
In einigen US-Fernsehserien wie unter anderem Dr. House, Criminal Minds, Scrubs, Men in trees, The Unit oder Grey’s Anatomy wurden Stücke von ihm zur Untermalung der Szenen eingesetzt.

## Diskografie

### Alben
- Children’s Songs for Peace and a Better World (2003)
- Brett Dennen (2004)
- So Much More (2006)
- CLIF GreenNotes Protect the Places We Play (2008)[2]
- Hope for the hopeless (2008)
- Loverboy (2011)
- Smoke and Mirrors (2013)
- Por Favor (2016)
- Let’s… (2018)
- See the world (2021)

### Singles
- Ain’t No Reason (2006, US: Gold)[3]